# Johannes Hoffmann (Mediziner)
Johannes Hoffmann (* 1968) ist ein deutscher Facharzt für Gefäßchirurgie. Er ist Universitätsprofessor und Direktor der Klinik für Gefäßchirurgie und Phlebologie im Elisabeth-Krankenhaus Essen. Seine Forschungsschwerpunkte liegen in den Bereichen Dialyseshuntchirurgie, Hybridchirurgie, endovaskuläre Prozeduren, postoperatives Gerinnungsmanagement, Sepsis und Ischämie sowie Reperfusionsschaden.

## Ausbildung und berufliche Laufbahn
Nach dem Doppelstudium der Musik im Fach Querflöte (Dipl. Musiker und Staatl. Geprüfter Musiklehrer) und der Humanmedizin an der Ludwig-Maximilians-Universität München (LMU) arbeitete Hoffmann von 1995 bis 2012 an der Chirurgischen Klinik und Poliklinik der LMU Großhadern. 1996 wurde er Wissenschaftlicher Assistent, 2003 Oberarzt. Ab 1999 absolvierte er mehrere Forschungsaufenthalte am Institut für Klinisch-Experimentelle Chirurgie der Universität des Saarlandes. 2002 erfolgten erste eigenständige Transplantationen von Niere und Pankreas. 2003 wurde er Facharzt für Chirurgie mit der Zusatzbezeichnung Chirurgische Intensivmedizin sowie Notfallmedizin, 2009 Facharzt für Gefäßchirurgie und 2010 Facharzt für Visceralchirurgie und spezielle Visceralchirurgie. 2012 erhielt er die Bezeichnungen Endovaskulärer Chirurg (DGG) und Endovaskulärer Spezialist (DGG).
2009 wurde Hoffmann stellvertretender Leiter der Gefäßchirurgie Großhadern und erhielt eine außerplanmäßige Professur an der LMU, 2011 wurde er Geschäftsführender Oberarzt der Sektion Gefäßchirurgie und Leiter Gefäßchirurgische Forschung an der LMU, am 1. März 2012 Leiter der neu aufgebauten Sektion Gefäßchirurgie am Universitätsklinikum Essen. Hoffmann ist zusätzlich seit März 2014 Direktor der Klinik für Gefäßchirurgie und Phlebologie im Contilia Herz- und Gefäßzentrum des Elisabeth-Krankenhauses Essen. Ende 2016 verließ er das Universitätsklinikum Essen und ist seither nur noch am Elisabeth-Krankenhaus tätig.

## Wissenschaftliche Arbeiten
Schwerpunkte der Tätigkeit Hoffmanns als Gefäßchirurg sind die endovaskuläre Aortenchirurgie und komplexe Revisonseingriffe. Hoffmann ist als Gutachter u. a. für die Schlichtungsstelle der Ärztekammer Nordrhein, die Schlichtungsstelle der Landesärztekammer München und verschiedene Gerichte tätig. Er ist Autor zahlreicher Publikationen und Lehrbücher und Mitherausgeber der Zeitschriften Gefäßchirurgie und Gefäßmedizin Scan.

## Publikationen
- Johannes N Hoffmann, ResearchGate Publikationsliste

## Preise und Auszeichnungen
- 2000 – Förderpreis Chirurgische Intensivmedizin, verliehen von der Deutschen Gesellschaft für Chirurgie (DGCH)
- 2006 – Mitpreisträger “The young investigator award” der European Society of Surgical Research
- 2008 – Mitpreisträger des Rene van Dongen Preises 2008 der Deutschen Gesellschaft für Gefäßchirurgie (DGG)[2]